# Sundasciurus rabori
Sundasciurus rabori är en däggdjursart som beskrevs av Heaney 1979. Den ingår i släktet sundaekorrar och familjen ekorrar. IUCN kategoriserar arten globalt under kunskapsbrist. Inga underarter finns listade i Catalogue of Life.

## Beskrivning
Pälsen på rygg och sidor är tät, mjuk och tämligen lång, omkring 1,5 cm, och mörkbrunt agoutifärgad med hårband i svart och brunorange. Bukpälsen, inklusive benens innersidor, är uppblandade med silvergrått till en ljus, brungrå färg. Till skillnad från många andra arter inom släktet saknar denna art några ansiktmarkeringar. Medelvärdena för kroppslängd respektive svanslängd är 16,3 cm resp. 13,5 cm för hanar, 18,3 cm resp. 14 cm för honor. Medelvikten är 163 g.

## Utbredning och ekologi
Sundasciurus rabori förekommer endemiskt i bergstrakter på Palawan i Filippinerna. Den lever i ek-dominerade, äldre bergsskogar på höjder mellan 1 100 och 1 300 meter över havet.
Arten har endast påträffats i ett fåtal exemplar.